# Jacek Proszyk

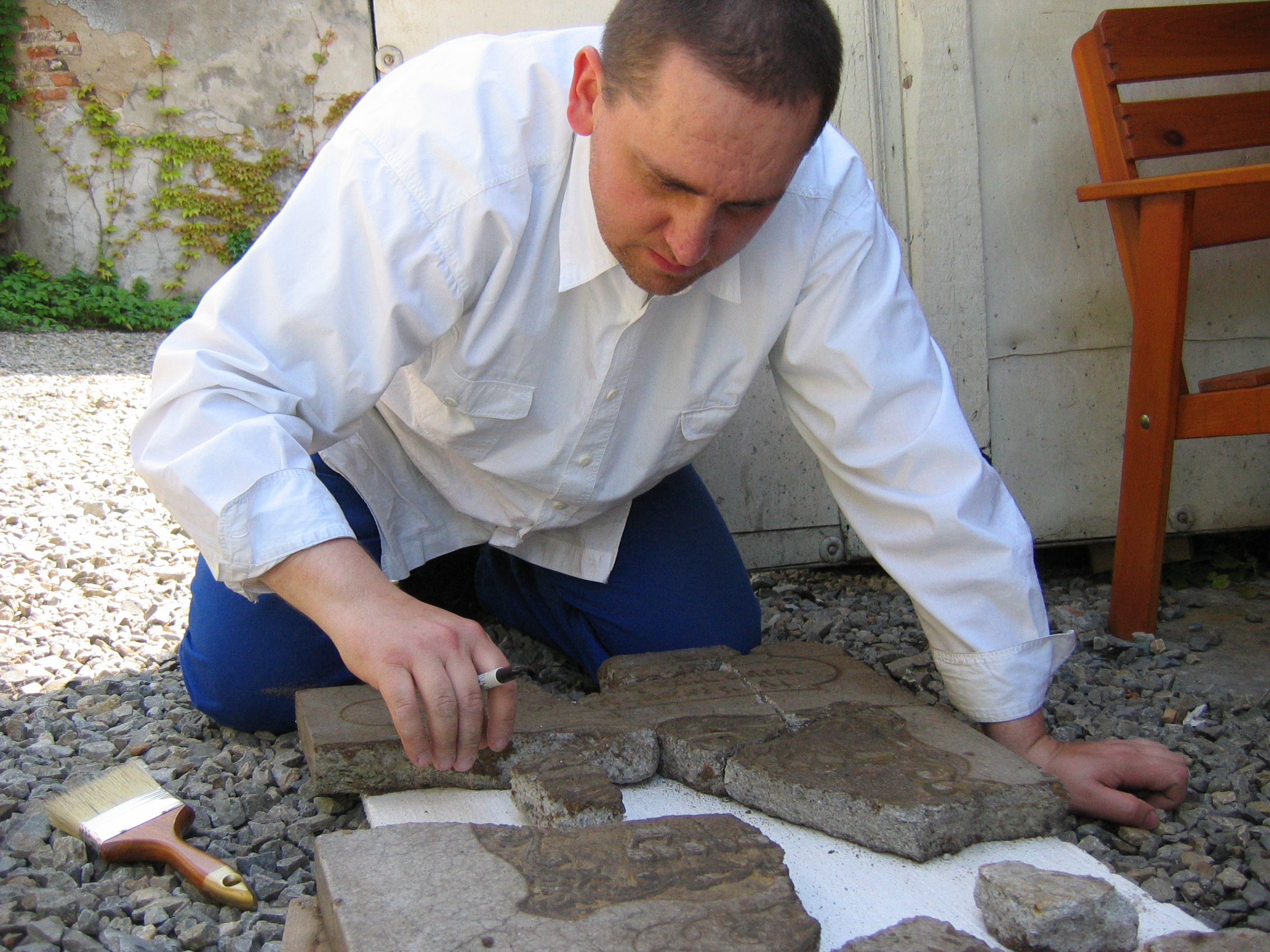
Jacek Proszyk (2004)

Jacek Józef Proszyk (ur. 7 maja 1973 w Szamotułach) – polski historyk, religioznawca, działacz społeczny specjalizujący się w historii Żydów i protestantów oraz historii południowej Polski i Śląska Cieszyńskiego.

## Życiorys
Jacek Proszyk wychowywał się w Skoczowie i Bielsku-Białej. W 2000 ukończył studia historyczne na Uniwersytecie Warszawskim, gdzie otrzymał tytuł magistra. W 2010 przebywał na stypendium na Uniwersytecie Hebrajskim w Jerozolimie. W 2012 doktoryzował się w dziedzinie nauk humanistycznych, dyscyplina religioznawstwo, na podstawie pracy Pomiędzy ortodoksją, haskalą a syjonizmem. Przemiany społeczne i religijne w żydowskich gminach wyznaniowych w Bielsku i Białej Krakowskiej w latach 1918–1939 (promotor – Krzysztof Pilarczyk).
Pracował jako nauczyciel szkolny oraz akademicki. Zawodowo związany m.in. z Muzeum Historycznym w Bielsku-Białej. Prowadził własną działalność gospodarczą. Prezes fundacji „Ustronianka” oraz kustosz w Zespole Zamkowo-Parkowym w Grodźcu Śląskim.
Od 1998 współpracuje z Gminą Wyznaniową Żydowską w Bielsku-Białej, opiekując się tamtejszą biblioteką i archiwum. Jako że bielska gmina obejmuje także Oświęcim, Proszyk brał udział w pracach archeologicznych na miejscu dawnej Wielkiej Synagogi w Oświęcimiu. W 2002 był członkiem zespołu przepisującego nowe wydanie Biblii brzeskiej. W latach 1992–2011 skatalogował przeszło 5000 żydowskich nagrobków w takich miejscowościach jak: Bielsko-Biała, Bircza, Cieszyn, Frysztak, Jasło, Kolbuszowa, Krosno, Nowy Sącz, Oświęcim, Sieniawa, Skoczów, Tyrawa Wołoska, Ulanów, Wschowa, Zabłocie. W latach 2000–2010 współpracował z warszawskim biurem United States Holocaust Memorial Museum. Od 2007 do 2013 napisał i wyreżyserował dla Teatru Polskiego w Bielsku-Białej przeszło 20 spektakli dotyczących historii Bielska-Białej i południowej Polski, które spotkały się z pozytywnym odbiorem. Z jego inicjatywy odnowiono szereg cmentarzy żydowskich w Polsce oraz ustanowiono szereg pomników i tablic pamiątkowych na miejscu dawnych synagog. W 2008 odkrył, że znajdujący się w zbiorach bielskiej Gminy Wyznaniowej Żydowskiej aksamitny parochet, który oryginalnie znajdował się w synagodze Maharszala w Lublinie. Jest to jedyny zabytek pozostały po tej synagodze. W 2018 otrzymał nieznane wcześniej fotografie więźniów obozu koncentracyjnego Auschwitz usuwających niewybuchy w Czechowicach. Proszyk jest także popularyzatorem historii Bielska-Białej, organizując choćby spacery historyczne po mieście.
Jest wikipedystą, członkiem stowarzyszenia Wikimedia Polska.

## Nagrody i wyróżnienia
- 1998 – odznaka „Za zasługi dla województwa bielskiego” wojewody bielskiego[15]
- 2016 – nagroda im. Marii i Łukasza Hirszowiczów w kategorii działań społecznych Żydowskiego Instytutu Historycznego[16]
- 2008, 2018 – nominacja do nagrody IKAR Prezydenta Miasta Bielska-Białej[17][18]
- 2022 – Laur Srebrnej Cieszynianki powiatu cieszyńskiego[19]

## Publikacje książkowe
- Jacek Proszyk: Cmentarz żydowski w Bielsku-Białej. Bielsko-Biała: Urząd Miejski w Bielsku-Białej, 2002. ISBN 83-908913-1-X. Brak numerów stron w książce
- Jacek Proszyk: Salomon Joachim Halberstamm bibliofil. Bielsko-Biała: G.M.Elzewir, 2009. ISBN 978-83-917046-5-3. Brak numerów stron w książce
- Jacek Proszyk: Życie według wartości. Żydowscy liberałowie, ortodoksi i syjoniści w Bielsku-Białej. Jaworze: Haskala, 2012. ISBN 978-83-936155-0-6. Brak numerów stron w książce
- Jacek Proszyk: The history of Jews in Bielsko (Bielitz) and Biala between 17th century and 1939. Liberals, Zionists and Orthodox Jews on the border of Galicia and Austrian Silesia. Jaworze: Haskala, 2014. ISBN 978-83-936155-2-0. (ang.). Brak numerów stron w książce
- Jacek Proszyk: 150 lat Gminy Wyznaniowej Żydowskiej w Bielsku. Bielsko-Biała: Passio Creatio Society, 2015. ISBN 978-83-942613-2-0. Brak numerów stron w książce
- Jacek Proszyk: Aron Halberstam and Hasidim in Biala (Galicia). Bielsko-Biała: Passio Creatio Society, 2018. ISBN 978-83-943384-0-4. (ang.). Brak numerów stron w książce
- Jacek Proszyk: History of the first B’nei B’rith Jewish Humanitarian Association in the Austro-Hungarian Empire. “Austria – Ezra” B’nei B’rith Bielitz (Bielsko) 1889–1938. Bielsko-Biała: Passio Creatio Society, 2018. ISBN 978-83-943384-1-1. (ang.). Brak numerów stron w książce
- Jacek Proszyk, Artur Szyndler: The Jewish Cemetery in Oświęcim. History, Symbols, Nature. Oświęcim: Auschwitz Jewish Center, 2018. ISBN 978-83-932853-2-7. (ang.). Brak numerów stron w książce